# Wonderful (canción de The Beach Boys)
«Wonderful» es una canción escrita por Brian Wilson y Van Dyke Parks para la banda de rock estadounidense The Beach Boys. Fue concebida originalmente para el proyecto abortado SMiLE, por lo que luego fue regrabada para el álbum Smiley Smile de 1967. Wilson afirma que él y Parks escribieron la canción junto con "Heroes and Villains" "Cabinessence" y "Surf's Up" en una caja de arena gigante con un piano en el que Wilson se había mudado a su sala de estar. Cuando se publicó en Smiley Smile, el crédito de Parks se omitió.
La canción ha sido grabada por una gran variedad de artistas.

## Composición
El título de la canción proviene de un nombre que Brian Wilson le puso a su esposa Marilyn. Es la única composición de SMiLE para referirse a Dios por su nombre. El coguionista Van Dyke Parks observó:

Musicalmente, es completamente diferente de cualquier otra cosa. Y pensé que era un lugar, una oportunidad, para comenzar una canción de amor. Recuerdo que Brian me hablo sobre la relación entre la madre, el padre y el niño. Y este es el tipo que escribió "When I Grow Up (To Be a Man)", el tipo que se está convirtiendo en un hombre. Realmente creo que estaba pensando en su propia progresión personal desde la infancia. Ahora pensé, una vez que hubiéramos hecho "Heroes and Villains" hecho, podríamos haber visto surgir una canción de chico / chica, aparte de "Wonderful". Honestamente, realmente pensé que lo haríamos, pero nunca encontré la oportunidad de seguir con la música que recibí.

El autor Andrew Hickey interpreta que su letra es la historia de una niña dedicada a Dios y a sus padres que se ve desorganizada emocionalmente después de encontrarse con un miembro del sexo opuesto. El biógrafo de Mark Dillon describe la canción como la historia de una mujer joven y su firme brazo a la adolescencia a través de la pérdida de su propia virginidad. También caracteriza la versión original de la grabación como "pop de cámara proto-psicodélico".
Cuando se rehízo "Wonderful" para Smiley Smile, se omitió un verso de sus letras, que fue reemplazado por un interludio de 35 segundos. Con el canto tonto y absurdo del grupo doo-wop, Dillion cree que la frase "no creas que eres Dios" se puede escuchar en la masa de voces. También sugirió que el interludio representa el despertar sexual de la protagonista femenina.

## Variaciones
Varias tomas alternativas y mezclas de la canción aparecen en las compilaciones Good Vibrations: Thirty Years of The Beach Boys y The Smile Sessions. Una grabación en vivo de 1973 de la canción en mezcla con "Do not Worry Bill" de The Flames fue editada en Endless Harmony Soundtrack de 1998. Otra presentación de 1993 apareció en Made in California de 2013.

## Recepción
El autor Andrew Hickey escribió sobre la canción, "Si hubiera justicia en el mundo, esta canción sería considerada como el clásico que "God Only Knows" es, como en todos los niveles que importa: sofisticación musical y lírica, belleza, la compasión que se derrama de cada sílaba de la canción -este es el superior de esa canción y casi todos los demás que he oído-".
En 2011, Mike Love elogió el "trabajo maravilloso" de Parks con las letras y describió la pieza como bella y sensible, con la capacidad de hacer llorar a los oyentes. Le dijo a la revista Goldmine: "'Wonderful' es una obra increíble, increíble. ¡Mierda! Van Dyke y Brian hicieron una gran colaboración en eso. Es una canción realmente hermosa. Esa es probablemente mi parte favorita del proyecto SMiLE". El músico pop Matthew Sweet elogió la versión SMiLE por su toque barroco, mientras que "se vuelve un poco más trivial en Smiley Smile".

## Versiones de Brian Wilson
Como solista, Brian Wilson regrabó la canción para su álbum I Just Was not Made For These Times en 1995, y nuevamente para Brian Wilson Presents Smile en 2004. La última versión fue lanzada en un disco sencillo de siete pulgadas de edición limitada con "Wind Chimes" en el lado B, con un total de 5000 copias en vinilo azul, verde y amarillo. En la versión de 2004, "Wonderful" está vinculado temáticamente con la segunda suite que también incluye "Child is father of the man" y "Surf's Up".